# NGC 1751
NGC 1751 (другое обозначение — ESO 56-SC23) — рассеянное скопление в созвездии Золотой Рыбы. Входит в состав Большого Магелланова Облака. Открыто Джеймсом Данлопом в 1826 году.
Этот объект входит в число перечисленных в оригинальной редакции «Нового общего каталога». 
В скоплении происходило звёздообразование на протяжении 460 миллионов лет, а в центре NGC 1751 либо происходили множественные эпизоды звёздообразования, либо оно там продолжается и сейчас.